# Dido abandonada (Galuppi)
Dido abandonada (título original en italiano, Didone abbandonata) es una ópera seria o dramma per musica en tres actos con música de Baldassare Galuppi (1706 - 1785), con libreto en italiano de Pietro Metastasio (1698 - 1782) y editado por Francesco Tori en 1741. Se estrenó el 26 de diciembre de 1740 en el Teatro Molza de Modena. En España fue estrenada en 1752 en el Palacio del Buen Retiro bajo el sobrenombre "opera drammatica".